# Microcos gossweileri
Microcos gossweileri är en malvaväxtart som beskrevs av Karl Ewald Maximilian Burret. Microcos gossweileri ingår i släktet Microcos och familjen malvaväxter. Inga underarter finns listade i Catalogue of Life.